# Włodzimierz Tomaszczuk
Włodzimierz Tomaszczuk (ur. 30 lipca 1920, zm. 12 listopada 1974) – polski flecista orkiestrowy.

## Życiorys
Syn Pauliny z Godniewiczów i Stefana Tomaszczuków. Przed wojną pobierał nauki we Wrześni, tam też po raz pierwszy zetknął się z fletem, występując i pobierając nauki w orkiestrze wojskowej, z którą występował do 1939. W czasie II wojny światowej pracował jako robotnik drogowy.
W 1949 r. ukończył  średnią szkołę muzyczną i podjął studia wyższe w Państwowej Wyższej Szkole Muzycznej w Poznaniu w klasie fletu. Zajął w tym czasie pierwsze miejsce w Ogólnopolskim Międzyszkolnym Konkursie Boczkowskim, a w roku następnym trzecie miejsce w konkursie muzycznym w Berlinie. W 1947 został drugim flecistą Filharmonii Poznańskiej.
W 1953 wygrał Konkurs Muzyczny Instrumentów Dętych im. Antoniego Reichy w Pradze. Od 1959 był pierwszym flecistą zespołu orkiestry Filharmonii Narodowej w Warszawie. Szybko doceniono jego talent i umożliwiono wyjazd na stypendium do Paryża, gdzie szkolił się pod kierownictwem „papieża” flecistów – Jeana-Pierre'a Rampala. Włodzimierz Tomaszczuk, szybko zwrócił uwagę swojego mistrza, z którym opracował wiele utworów solowych: Georga Friedricha Händla, Jana Sebastiana Bacha czy Paula Hindemitha.
Jean-Pierre Rampal napisał o nim 30 kwietnia 1960: „Jest to artysta wielkiego formatu, muzyk o wielkich możliwościach. Jestem przekonany, że przyniesie wiele zaszczytu polskiemu życiu muzycznemu”.
Po powrocie z Francji obok pracy w Filharmonii, podjął się nauczania w Państwowej Wyższej Szkole Muzycznej. Koncertował w kraju i zagranicą.
Zmarł nagle w wieku 54 lat, podczas występu w Filharmonii Narodowej po wykonaniu pierwszego utworu.